# باتريك تشافار
باتريك تشافار (بالكرواتية: Patrik Ćavar) مواليد 24 مارس 1971 في جمهورية يوغوسلافيا الاشتراكية الاتحادية، هو لاعب كرة يد كرواتي سابق لعب كجناح أيسر. مثل كل من منتخب يوغوسلافيا لكرة اليد ومنتخب كرواتيا لكرة اليد. شارك في دورة الألعاب الأولمبية الصيفية سنة 1996.

## الإنجازات
- الدوري الكرواتي لكرة اليد
  - الفوز (6)
- دوري أبطال أوروبا لكرة اليد
  - النهائي 1994–95، دوري أبطال أوروبا لكرة اليد 1996–97
  - الفوز (1)
- الدوري الإسباني لكرة اليد
  - الفوز 1997–98، الدوري الإسباني لكرة اليد 1998–99، الدوري الإسباني لكرة اليد 1999–2000
  - الوصافة 2000–01
- كأس ملك إسبانيا لكرة اليد
  - الفوز (2): كأس ملك إسبانيا لكرة اليد، كأس ملك إسبانيا لكرة اليد
  - النهائي (1): كأس ملك إسبانيا لكرة اليد
- كأس إسبانيا لكرة اليد
  - الفوز (2): كأس إسبانيا لكرة اليد، كأس إسبانيا لكرة اليد
  - النهائي (1): كأس إسبانيا لكرة اليد
- كأس السوبر الإسبانية لكرة اليد
  - الفوز (4): كأس السوبر الإسبانية لكرة اليد، كأس السوبر الإسبانية لكرة اليد، كأس السوبر الإسبانية لكرة اليد
- الدوري الفرنسي لكرة اليد
  - الفوز (1): الدوري الفرنسي لكرة اليد
- أفضل جناح أيسر في كرة اليد في الألعاب الأولمبية الصيفية 1996
- هداف كرة اليد في الألعاب الأولمبية الصيفية 1996
- فريق كل النجوم في كرة اليد في الألعاب الأولمبية الصيفية 1996
- أفضل لاعب في الدوري الإسباني لكرة اليد: 1998-99
- أفضل لاعب أجنبي في نادي برشلونة لكرة اليد - 1999-2000
- أفضل لاعب في نادي برشلونة لكرة اليد - 1999-2000

## روابط خارجية
- باتريك تشافار على موقع اللجنة الأولمبية الدولية (الإنجليزية)
- باتريك تشافار على موقع أوليمبيديا (الإنجليزية)
- باتريك تشافار على موقع اللجنة الأولمبية الكرواتية (مؤرشف) (الكرواتية)